# گورستان مرجان بابا مراد
قبرستان مرجان بابا مراد مربوط به مفرغ است و در شهرستان گیلانغرب، بخش مرکزی، دهستان حومه، ۷۵۰ متری جنوب غربی روستای مرجان بابا مراد واقع شده و این اثر در تاریخ ۲۶ اسفند ۱۳۸۷ با شمارهٔ ثبت ۲۵۷۳۳ به‌عنوان یکی از آثار ملی ایران به ثبت رسیده است.